# Lithacodia atratula
Lithacodia atratula là một loài bướm đêm trong họ Noctuidae.